# خسوس کینترو
خسوس رودریگـِث کینترو (اسپانیایی: Jesús Rodríguez Quintero‎؛ زادهٔ ۱۸ اوت ۱۹۴۰) یک روزنامه‌نگار، نویسنده، و مجری تلویزیون اهل اسپانیا است.
او بابت شوها و برنامه‌های رادیو-تلویزیونی‌اش در کشورهای اسپانیولی‌زبان شهرت فراوانی دارد که دو نمونه از مشهورترین برنامه‌هایش «مرد و رولت» و «دیوانه بر روی تپه» نام دارند.
علاوه بر این، او تهیه‌کنندهٔ آثار خوانندهٔ ونزوئلایی سوله‌داد براوو و گیتاریست نامدار اسپانیا پاکو د لوسیا بوده‌است.